# Frank Joseph Fogarty

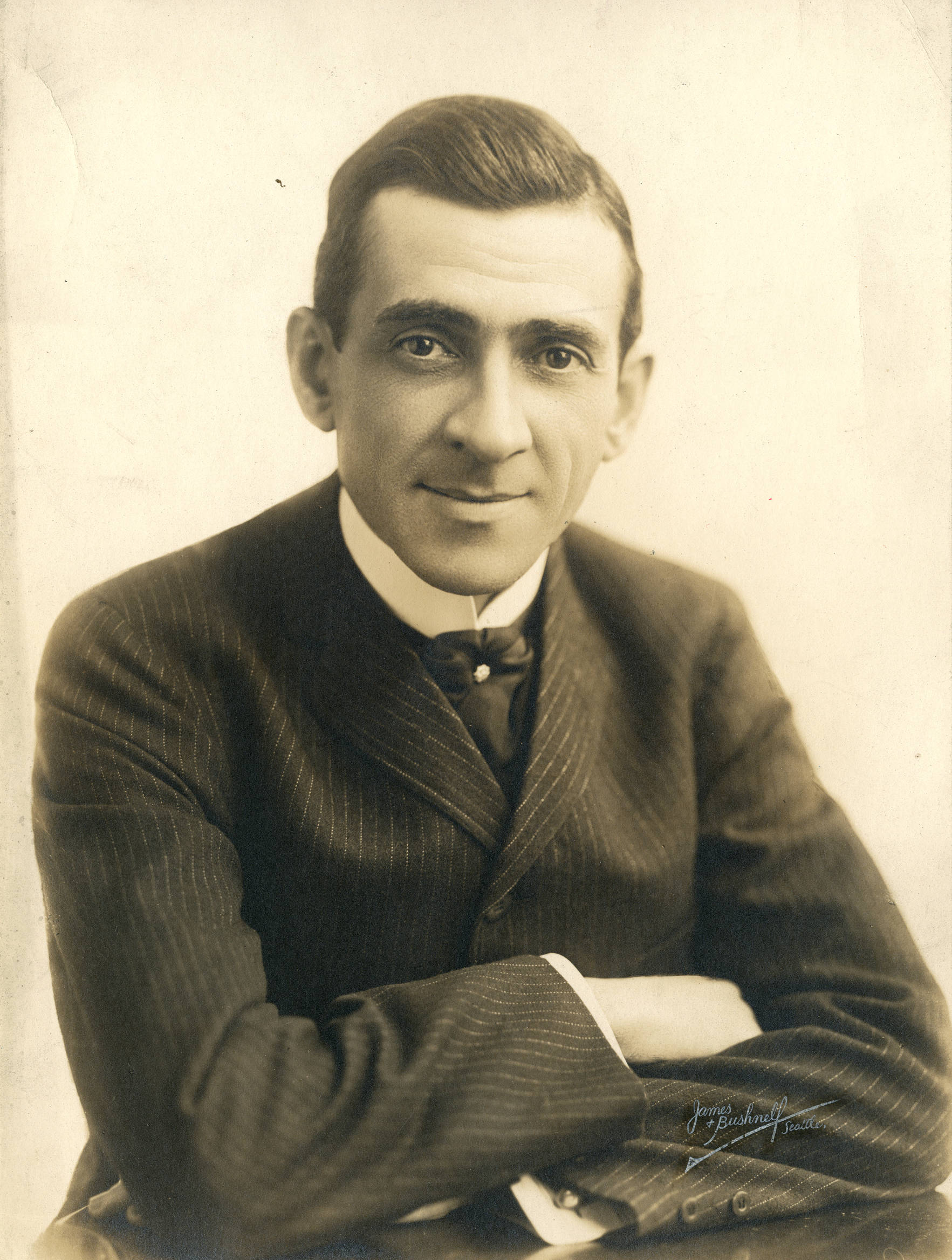
Frank Fogarty, 1916

Frank Joseph Fogarty (1878–1925) war ein Komiker, Sänger und Schauspieler des amerikanischen Vaudeville mit dem Spitznamen The Dublin Minstrel (dt. der Minnesänger von Dublin). Obwohl er zu den bekanntesten Vaudeville-Darstellern seiner Zeit gehörte, ist sein Name heute vor allem mit dem Last Word-Cocktail  verbunden.

## Biografie
Fogarty war der Sohn eines irischen Einwanderers. Sein Vater Patrick Fogarty wurde 1839 in Tipperary (Irland) geboren und wanderte kurz vor Beginn des Amerikanischen Bürgerkriegs in die Vereinigten Staaten ein. Dort ließ er sich in Brooklyn nieder, wo er heiratete und für die Pinkerton-Agentur arbeitete. Fogarty hatte einen älteren Bruder James, der Manager eines Juwelengeschäfts wurde und für die Demokraten in der Lokalpolitik tätig war.
Fogarty trat bereits als Siebenjähriger auf lokalen Bühnen in Brooklyn auf. Er sang dort Lieder und imitierte bekannte Schauspieler und Persönlichkeiten seiner Zeit. Als junger Erwachsener arbeitete er kurzzeitig für ein Juwelengeschäft, entschied sich dann aber für Karriere als Vaudeville-Darsteller. Er wurde zu einem der bekanntesten zeitgenössischen Darsteller des Vaudeville und erhielt den Spitznamen The Dublin Minstrel aufgrund seiner irischen Abstammung. Seine Auftritte begannen meist mit einem Lied und endeten mit einer ergreifenden Rezitation. Fogarty gewann 1912 den Wettbewerb der Zeitung The New York Morning Telegraph für den besten Vaudeville-Darsteller. !914 wurde er zum Präsidenten der Vaudeville-Darsteller-Gewerkschaft The White Rats gewählt. 1918 zog er sich dem Showgeschäft zurück und arbeitete für den Rest seines Lebens als Chefsekretär des Borough President von Brooklyn. Fogarty verstarb am 5. April 1925 an einer Lungenentzündung.
Fogarty war zweimal verheiratet, zunächst mit Helen Trix und dann von 1915 bis zu seinem Tode mit der Schauspielerin Grace Edmonds. Mit dieser hatte er einen gemeinsamen Sohn.

## Last Word-Cocktail
Die Entstehung des Last Word-Cocktails wird in den meisten seiner publizierten Beschreibungen mit Fogarty verbunden, wobei jedoch seine genaue Rolle im Unklaren bleibt. Alle diese Darstellungen, die den Cocktail mit Fogarty in Verbindung bringen, gehen auf seine Beschreibung in Ted Sauciers klassischem Cocktailbuch Bottoms up! zurück. Ted Saucier veröffentlichte das Buch 1951, während er im Waldorf Astoria in New York arbeitete. In ihm befindet direkt oberhalb des Cocktailrezepts der folgende Text:

„Courtesy, Detroit Athletic Club, Detroit
 'This cocktail was introduced here about thirty years ago by Frank Fogarty who was very well known in vaudeville. He was called the 'Dublin Minstrel', and was a very fine monologue artist.'“

Nachforschungen in den Archiven des Detroit Athletic Club ergaben, dass auf einer Getränkekarte des Clubs aus dem Jahre 1916 ein Last Word Cocktail angeboten wurde. Ebenso stellte sich heraus, dass Fogarty den Club im Dezember 1916 den Club besucht hatte, als der Cocktail bereits auf der Getränkekarte stand. Allerdings fand man weder ein Rezept des Cocktails noch irgendwelche Informationen die Fogarty mit ihm in Verbindung brachten.
Diese Sachlage führte zu unterschiedlichen Interpretationen bezüglich der Rolle Fogartys. Einige nehmen an, dass er den Cocktail 1916 in Detroit kennenlernte und anschließend in New York bekannt machte. Andere dass Fogarty den Cocktail während seiner Gastspiele in Detroit erfunden hatte oder aufgrund der Rezitationen in seinen Auftritten lediglich dessen Namen inspirierte.
Nach der Wiederentdeckung des Cocktails in den 2000er Jahren inspirierte er viele Variationen, darunter eine mit dem Namen Dublin Minstrel, in der der Gin durch (irischen) Whiskey ersetzt wird.